# Radczenko (miejscowość)
Radczenko – osiedle typu miejskiego w Rosji, w obwodzie twerskim. W 2010 roku liczyło 1537 mieszkańców.